# Amnon Lipkin-Schachak

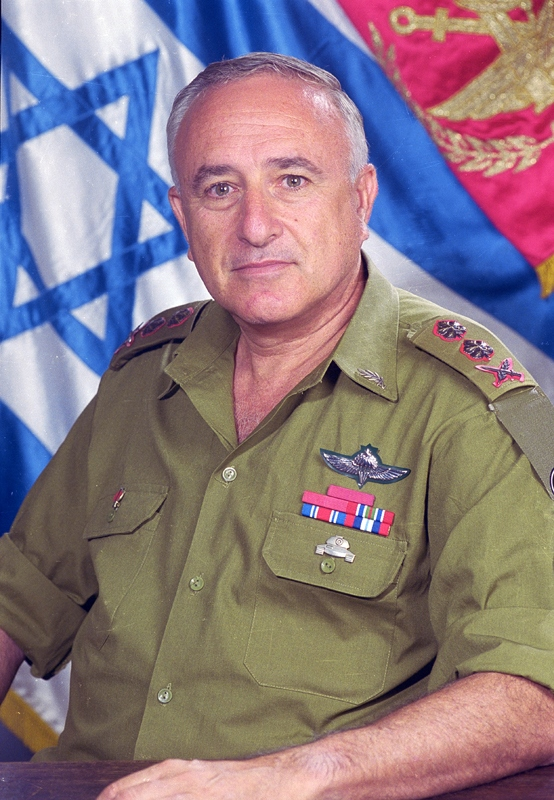
Amnon Lipkin-Schachak als Generalstabschef

Amnon Lipkin-Schachak (hebräisch אמנון ליפקין-שחק; * 18. März 1944 in Tel Aviv; † 19. Dezember 2012 in Jerusalem) war ein israelischer Militär und Politiker. Er war von 1995 bis 1998 Generalstabschef (Ramatkal) der israelischen Streitkräfte. Als Mitglied der Zentrumspartei Mifleget ha-Merkas war er von 1999 bis 2001 Tourismusminister, von 2000 bis 2001 zusätzlich Verkehrsminister.

## Leben und Karriere
Er studierte an einem Militärinternat und graduierte am Kommando- und Stabs-Kolleg der israelischen Verteidigungskräfte für Nationale Verteidigung und belegte einen Kurs beim Marinekommando- und Stabs-Kolleg in den USA. Zudem machte er einen Abschluss in Geschichte an der Universität in Tel Aviv.
Amnon Lipkin-Schahak trat 1962 der Fallschirmjäger-Brigade der israelischen Verteidigungskräfte bei. Er hatte verschiedene Führungspositionen vom Gruppenkommandeur bis zum Brigadekommandeur inne. Er absolvierte einen Reorientierungskurs für das Panzerkorps und diente als Kommandeur für Berufs- und Reserveeinheiten. Während des Sechstagekrieges diente er als Fallschirmjäger-Kommandeur und während des Yom-Kippur-Krieges als stellvertretender Fallschirmjäger-Brigadekommandeur unter dem Kommando von Oberst Uzi Yairi († 1975). Nach dem Libanonkrieg 1982 kommandierte Lipkin-Schahak die Sektoren für Beirut und Schuf.
1983 wurde Lipkin-Schahak zum Kommandeur des Zentralkommandos ernannt und drei Jahre später zum  Leiter der Aufklärungstruppe, GHQ. 1991 erfolgte die  Ernennung zum stellvertretenden Chef des Generalstabs; von 1995 bis 1998 war er der 15. Chef des Generalstabs.

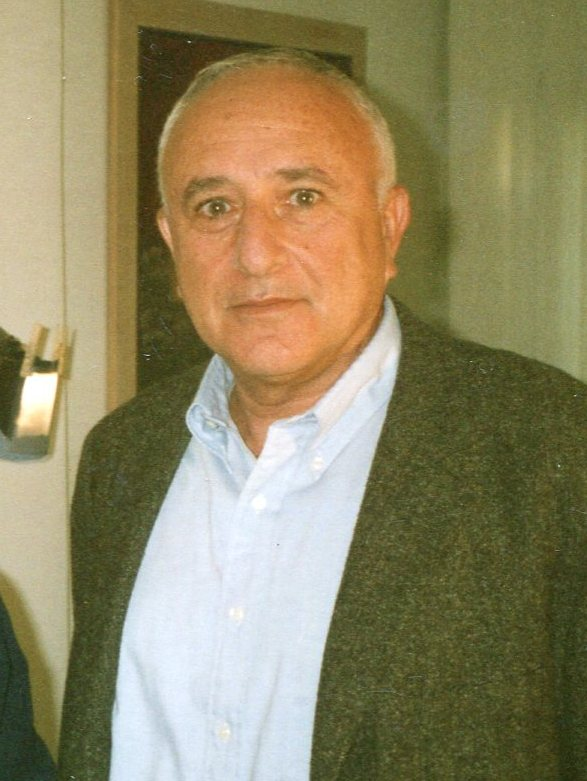
Lipkin-Schachak (2004)

Zusammen mit den bisherigen Likud-Politikern Jitzchak Mordechai (Verteidigungsminister), Dan Meridor und David Magen gründete Lipkin-Schahak im Februar 1999 die Zentrumspartei (Mifleget ha-Merkas), die sich zwischen Likud auf der rechten und der Arbeitspartei auf der linken Seite positionierte. Bei der Wahl im Mai 1999 wurde er in die Knesset gewählt. In Ehud Baraks Mitte-links-Regierung war Lipkin-Schachak ab August 1999 Tourismusminister. Nach dem Rücktritt Jitzchak Mordechais im Mai 2000 übernahm Lipkin-Schachak zusätzlich das Amt des Verkehrsministers.
Infolge des Ausbruchs der Zweiten Intifada und dem Sieg Ariel Scharons bei der vorgezogenen Wahl zum Ministerpräsidenten spaltete sich die Zentrumspartei. Lipkin-Schachak gründete im März 2001 mit Dalia Rabin-Pelossof und Uri Savir die Gruppe Derech Chadascha („Neuer Weg“), legte aber zwei Tage später sein Knessetmandat nieder und zog sich von seinen politischen Ämtern zurück. Er war 2003 ein Initiator der Genfer Initiative für eine Friedenslösung im Nahen Osten. Später unterstützte er J Street, eine 2008 gegründete jüdisch-liberale Lobbygruppe in den USA.
Lipkin-Schahak verstarb am 19. Dezember 2012 an einem Krebsleiden. Er war verheiratet und hatte fünf Kinder. Er erhielt zweimal die Medaille der Tapferkeit.